# Sarah Dolley
Sarah Read Adamson, más conocida como Sarah Dolley, (11 de marzo de 1829-27 de diciembre de 1909) fue una doctora estadounidense. Fue la tercera mujer en graduarse de Medicina en los Estados Unidos y la primera en completar un internado.

## Biografía
Sarah Read Adamson nació en el municipio de Schuylkill, condado de Chester, Pensilvania, el 11 de marzo de 1829. Sus padres eran Charles y Mary Adamson, quienes la educaron según las tradiciones de la Sociedad Religiosa de los Amigos, por lo que después de terminar la educación primaria la enviaron a una escuela religiosa en Filadelfia. Cuando decidió ser médico, su tío, el doctor Hiram Corson, inicialmente se opuso a sus deseos, pero más tarde le permitió asistir como aprendiz a su consulta antes de aplicar a la escuela de medicina. Fue rechazada por varias universidades que no aceptaban mujeres entre sus estudiantes, hasta que finalmente fue admitida en el Central Medical College de Syracuse, Nueva York y se graduó en 1851. Realizó el internado en el Blockley Hospital, un hospital de caridad de Filadelfia, convirtiéndose en la primera mujer en completar un internado en los Estados Unidos.
Sarah se casó con el doctor Lester Dolley, uno de sus profesores de la universidad, en 1852 y se mudaron a Rochester donde establecieron su consulta médica. Tuvieron dos hijos, aunque solo uno sobrevivió a la edad adulta. Siguió estudiando y tomó cursos de entrenamiento médico en París en 1869. Tras la muerte de su esposo en 1872, trabajó como profesora de obstetricia en el Woman's Medical College of Pennsylvania en Filadelfia. Un año más tarde Dolley volvió a la práctica privada en Rochester. Fue cofundadora de una clínica médica y quirúrgica para el cuidado mujeres y niños necesitados en 1886, llamada Provident Dispensary Association, que era manejada exclusivamente por mujeres doctoras. También fue cofundadora de The Practitioners’ Society, que más adelante cambió su nombre a Blackwell Society, una sociedad médica para mujeres de la que fue su primera presidenta y que se transformó en la Women’s Medical Society del estado de Nueva York en 1907. Ayudó a organizar un capítulo de la Women's Educational and Industrial Union en 1893. Murió el 27 de diciembre de 1909 en su casa en Rochester.